# Wildeggkogel
Wildeggkogel är ett berg i Österrike.   Det ligger i distriktet Murtal och förbundslandet Steiermark, i den östra delen av landet, 150 km sydväst om huvudstaden Wien. Toppen på Wildeggkogel är 1 485 meter över havet.
Terrängen runt Wildeggkogel är kuperad åt nordväst, men åt sydost är den bergig. Närmaste större samhälle är Knittelfeld, 13,9 km väster om Wildeggkogel. 
I omgivningarna runt Wildeggkogel växer i huvudsak blandskog. Runt Wildeggkogel är det ganska tätbefolkat, med 78 invånare per kvadratkilometer.